# Irenismo
Irenismo na teologia Cristã refere-se à tentativas de unificar os sistemas apologéticos cristãos utilizando a razão como um atributo essencial. A palavra deriva do grego ειρήνη (eirene) significando paz. É um conceito relacionado à teologia natural, e oposto ao polemicismo da argumentação animosa, e tem suas raízes nos ideais do pacifismo. Aqueles que se afiliam ao irenismo identificam a importância da unidade na igreja Cristã, e declaram o laço comum entre todos os cristãos em Cristo.

## Erasmo e sua influência
Desidério Erasmo (conhecido como Erasmo de Roterdão) foi um cristão humanista e reformador, no sentido de apontar abusos clericais, honrar a piedade interior, considerar a razão como significante na teologia e também de outras formas. Ele também promoveu a noção de que a Cristandade deve permanecer sob uma única igreja, tanto teologicamente quanto literalmente, sob o corpo da Igreja Católica. Desde seu tempo, o irenismo foi postulado removendo conflitos entre diferentes credos Cristãos através da mediação e da amalgamação das diferenças teológicas. Erasmo escreveu extensivamente sobre tópicos relacionados geralmente com a paz, e uma abordagem irênica é parte da textura de seu pensamento, tanto em teologia quanto em relação a política:
Apesar da frequência e severidade das polêmicas dirigidas contra ele, Erasmo continuou ... a praticar um tipo de discurso que é crítico e irônico, entretanto modesto e irênico.
Certas contribuições irênicas importantes de Erasmo ajudaram a aprofundar a consideração humanista de temas sobre conciliação e paz religiosa; estes incluíram a Inquisitio de fide (1524), arguindo contra a opinião papal que Martin Luther foi um herege, e De sarcienda ecclesiae concordia (1533). Erasmo tinha associados próximos compartilhando sua visão (Julius von Pflug, Christoph von Stadion, e Jakob Ziegler), e foi seguido no lado Católico por George Cassander e Georg Witzel.
A influência de Erasmo foi, contudo, limitada pela exclusão virtual de seus trabalhos de países como a França, desde 1525, até pelo menos à abertura, embora eles tenha aparecido em numerosas formas e traduções. James Hutton fala da "repetitiva maneira na qual a propaganda de paz de Erasmo alcançou o público Francês."
Franciscus Junius publicou em 1593 Le paisible Chrestien arguindo sobre tolerância religiosa. Ele se referia a Felipe II da Espanha, usando argumentos tirados do estadista político Francês Michel de l´Hôpital e reformador Sebastian Castellion.

## Século XVII: Católicos e Protestantes
Movimentos irênicos foram influentes no século XVII, e o irenismo, por exemplo na forma dos esforços de Gottfried Leibniz para reunir os Católicos e Protestantes, é em algumas maneiras um precursor aos movimentos ecumênicos modernos.
O Examen pacifique de la doctrine des Huguenots de 1589, por Henry Constable provou-se influente, por exemplo em Christopher Potter e William Forbes. Richard Montagu admirou Cassander e Andreas Fricius. O Syllabus aliquot synodorum de 1628 foi uma bibliografia de literatura de concordância religiosa, compilada por Jean Hotman, Marquis de Villers-St-Paul décadas antes, e foi impresso por Hugo Grotius usando o pseudônimo "Theodosius Irenaeus," com um prefácio por Matthias Bernegger.
Era suficientemente típico, contudo, para moderados e até escritores irenistas no lado Católico acreditarem neste período que seus argumentos eram utilizados contra o próprio Catolicismo. O estilo de argumentação desenvolvido na Inglaterra por Thomas Bell e particularmente Thomas Morton. Ele levou a Thomas James mining Marcantonio de Dominis e Paolo Sarpi, e fez esforços para trazer Witzel para a tradição Protestante; aos argumentos do Galicanismo terem sido bem recebidos mas também tratados como particularmente insidiosos; e um irenista como Francis a Sancta Clara sendo atacado fortemente por Calvinistas firmes. Os escritores protestantes que eram convencidos em suas abordagens irênicas aos Católicos incluem William Covell e Thomas Dove.

## Século XVII: Divisões Protestantes
James I da Inglaterra acreditava que a tradução da Bíblia que ele encomendou poderia causar alguma reconciliação entre as facções religiosas Inglesas Protestantes, e provar um irenicon. O termo grego ἐιρηνικόν (eirenikon) ou proposta de paz é também visto como irenicum em sua versão latina.
Uma literatura irenica se desenvolveu, relacionada a divisões dentro do protestantismo, particularmente nos vinte anos após a Paz de Vestfália. Exemplo, marcados por título, são:
- David Pareus, Irenicum sive de unione et synodo Evangelicorum (1614)[11]
- John Forbes, Irenicum Amatoribus Veritatis et Pacis in Ecclesia Scotiana (Aberdeen, 1629)[12]
- Jeremiah Burroughs, Irenicum (1653)
- John Dury, Irenicum: in quo casus conscientiæ inter ecclesias evangelicas pacis, breviter proponuntur & decidunter (1654)
- Daniel Zwicker, Irenicum irenicorum (1658)
- Edward Stillingfleet, Irenicum: A Weapon Salve for the Church's Wounds (1659 and 1661)
- Matthew Newcomen. Irenicum; or, An essay towards a brotherly peace & union, between those of the congregational and presbyterian way (1659)
- Moise Amyraut, Irenicum sive de ratione pacis in religionis negotio inter Evangelicos (1662)[13]
- Samuel Mather, Irenicum: or an Essay for Union (1680)
- Isaac Newton escreveu um Irenicum (manuscrito não publicado); ele dava suporte a uma posição latitudinária na teologia, derivada de uma revisão na história da Igreja.[14]

## Avaliação do início do irenismo moderno
Anthony Milton Escreveu:
[Historiadores Ecumenicos] tenderam a assumir a existência de um 'essencialismo' irenico no qual a associação da unidade Cristã com a paz, tolerância e ecumenismo é pressuposta. [...] De fato, a maioria dos pensadores deste período aceitara que a unidade religiosa era uma boa ideia, da mesma forma que acreditavam que o pecado era uma má ideia. O problema era que, claro, pessoas diferentes queriam o irenismo em termos diferentes. [...] Diferentes interpretações do irenismo poderia ter implicações políticas diretas, fazendo a retórica da unidade Cristã uma ferramenta importante nos conflitos políticos do período.
É sob esta luz que ele comenta sobre a sucessão dos irenistas: Erasmo, Cassander, Jacob Acontius, Grotius, e depois John Dury, o qual gastou muito tempo em uma proposta reconciliação entre luteranos e calvinistas.

## Uso moderno
Irenista se tornou um adjetivo comumente utilizado para designar uma concepção idealista e pacifista, tal como a teoria da paz democrática.
Falso irenismo é uma expressão utilizada em certos documentos da Igreja Católica do século XX para criticar tentativas de ecumenismo que permitiriam a distorção ou nublagem da doutrina Católica. Documentos utilizando o termo incluem a encíclica Humani Generis, promulgada pelo Papa Pio XII em 1950, e o decreto Unitatis Redintegratio, 1964 do Concílio Vaticano II.

## Outras Leituras
- Howard Louthan (1997), The Quest for Compromise: Peacemakers in Counter-Reformation Vienna
- Joris van Eijnatten (1998), Mutua Christianorum Tolerantia: Irenicism and Toleration in the Netherlands: The Stinstra Affair, 1740-1745
- Samuel J. T. Miller, Molanus, Lutheran Irenicist (1633–1722) Church History, Vol. 22, No. 3 (Sep., 1953), pp. 197–218
- Bodo Nischan, John Bergius: Irenicism and the Beginnings of Official Religious Toleration in Brandenburg-Prussia, Church History, vol. 51 (1982), pp. 389–404
- Michael B. Lukens, Witzel and Erasmian Irenicism in the 1530s, The Journal of Theological Studies 1988 39(1):134-136
- Graeme Murdock,The Boundaries of Reformed Irenicism: Hungary and Transylvania in Howard Louthan, Randall Zachman (eds), From Conciliarism to Confessional Church, 1400-1618 (South Bend: Notre Dame Press, 2004).
- Daphne M. Wedgbury, Protestant Irenicism and the Millennium: Mede and the Hartlib Circle, in Jeffrey K. Jue (editor), Heaven Upon Earth: Joseph Mede (1586–1638) and the Legacy of Millenarianism (2006)